# Frisón de Wiedingharde
El frisón de Wiedingharde (autoglotónimo: Wiringhiirder freesk; en alemán: Wiedingharder Friesisch; en danés: Vidingherredfrisisk) es un dialecto del idioma frisón septentrional, hablado en la antigua región de Wiedingharde, parte del actual Distrito de Frisia Septentrional; todavía se habla en Aventoft, Emmelsbüll-Horsbüll, Friedrich-Wilhelm-Lübke-Koog, Klanxbüll, Neukirchen, Rodenäs y alrededores.
Integra el grupo continental de los dialectos frisones del norte. Si bien su área de influencia es adyacente a Böckingharde, en donde se habla el Mooring, el frisón de Wiedingharde tiene más en común con el frisón de Goesharde. A similitud del dialecto insular Söl'ring, exhibe influencias del idioma danés y del juto del sur.